# Massay
Massay és un municipi francès, situat al departament de Cher i a la regió de Centre – Vall del Loira. L'any 2007 tenia 1.425 habitants.

## Demografia

### Població
El 2007 la població de fet de Massay era de 1.425 persones. Hi havia 573 famílies, de les quals 162 eren unipersonals (85 homes vivint sols i 77 dones vivint soles), 187 parelles sense fills, 183 parelles amb fills i 41 famílies monoparentals amb fills.
La població ha evolucionat segons el següent gràfic:
Habitants censats

### Habitatges
El 2007 hi havia 754 habitatges, 594 eren l'habitatge principal de la família, 77 eren segones residències i 83 estaven desocupats. 729 eren cases i 23 eren apartaments. Dels 594 habitatges principals, 486 estaven ocupats pels seus propietaris, 92 estaven llogats i ocupats pels llogaters i 15 estaven cedits a títol gratuït; 7 tenien una cambra, 38 en tenien dues, 136 en tenien tres, 162 en tenien quatre i 251 en tenien cinc o més. 457 habitatges disposaven pel capbaix d'una plaça de pàrquing. A 268 habitatges hi havia un automòbil i a 265 n'hi havia dos o més.

### Piràmide de població
La piràmide de població per edats i sexe el 2009 era:
| Homes | Edats   | Dones |
| ----- | ------- | ----- |
| 4     | 95 o +  | 4     |
| 0     | 90 a 94 | 24    |
| 8     | 85 a 89 | 20    |
| 16    | 80 a 84 | 16    |
| 24    | 75 a 79 | 40    |
| 32    | 70 a 74 | 32    |
| 40    | 65 a 69 | 52    |
| 32    | 60 a 64 | 44    |
| 28    | 55 a 59 | 24    |
| 60    | 50 a 54 | 48    |
| 52    | 45 a 49 | 48    |
| 72    | 40 a 44 | 40    |
| 40    | 35 a 39 | 32    |
| 40    | 30 a 34 | 60    |
| 24    | 25 a 29 | 24    |
| 32    | 20 a 24 | 24    |
| 40    | 15 a 19 | 56    |
| 44    | 10 a 14 | 16    |
| 36    | 5 a 9   | 20    |
| 40    | 0 a 4   | 32    |

## Economia
El 2007 la població en edat de treballar era de 867 persones, 645 eren actives i 222 eren inactives. De les 645 persones actives 571 estaven ocupades (320 homes i 251 dones) i 75 estaven aturades (29 homes i 46 dones). De les 222 persones inactives 85 estaven jubilades, 60 estaven estudiant i 77 estaven classificades com a «altres inactius».

### Ingressos
El 2009 a Massay hi havia 607 unitats fiscals que integraven 1.394 persones, la mediana anual d'ingressos fiscals per persona era de 17.475,5 €.

### Activitats econòmiques
Dels 45 establiments que hi havia el 2007, 1 era d'una empresa alimentària, 6 d'empreses de fabricació d'altres productes industrials, 12 d'empreses de construcció, 10 d'empreses de comerç i reparació d'automòbils, 3 d'empreses de transport, 4 d'empreses d'hostatgeria i restauració, 2 d'empreses de serveis, 4 d'entitats de l'administració pública i 3 d'empreses classificades com a «altres activitats de serveis».
Dels 16 establiments de servei als particulars que hi havia el 2009, 1 era una oficina de correu, 1 taller de reparació d'automòbils i de material agrícola, 2 paletes, 3 guixaires pintors, 1 fusteria, 2 lampisteries, 1 electricista, 1 empresa de construcció, 2 perruqueries i 2 restaurants.
Dels 4 establiments comercials que hi havia el 2009, 1 era una botiga de més de 120 m², 1 una botiga de menys de 120 m² i 2 carnisseries.
L'any 2000 a Massay hi havia 38 explotacions agrícoles que ocupaven un total de 2.457 hectàrees.

## Equipaments sanitaris i escolars
L'únic equipament sanitari que hi havia el 2009 era una farmàcia.
El 2009 hi havia una escola elemental.

## Poblacions més properes
El següent diagrama mostra les poblacions més properes.